# 迦密中學

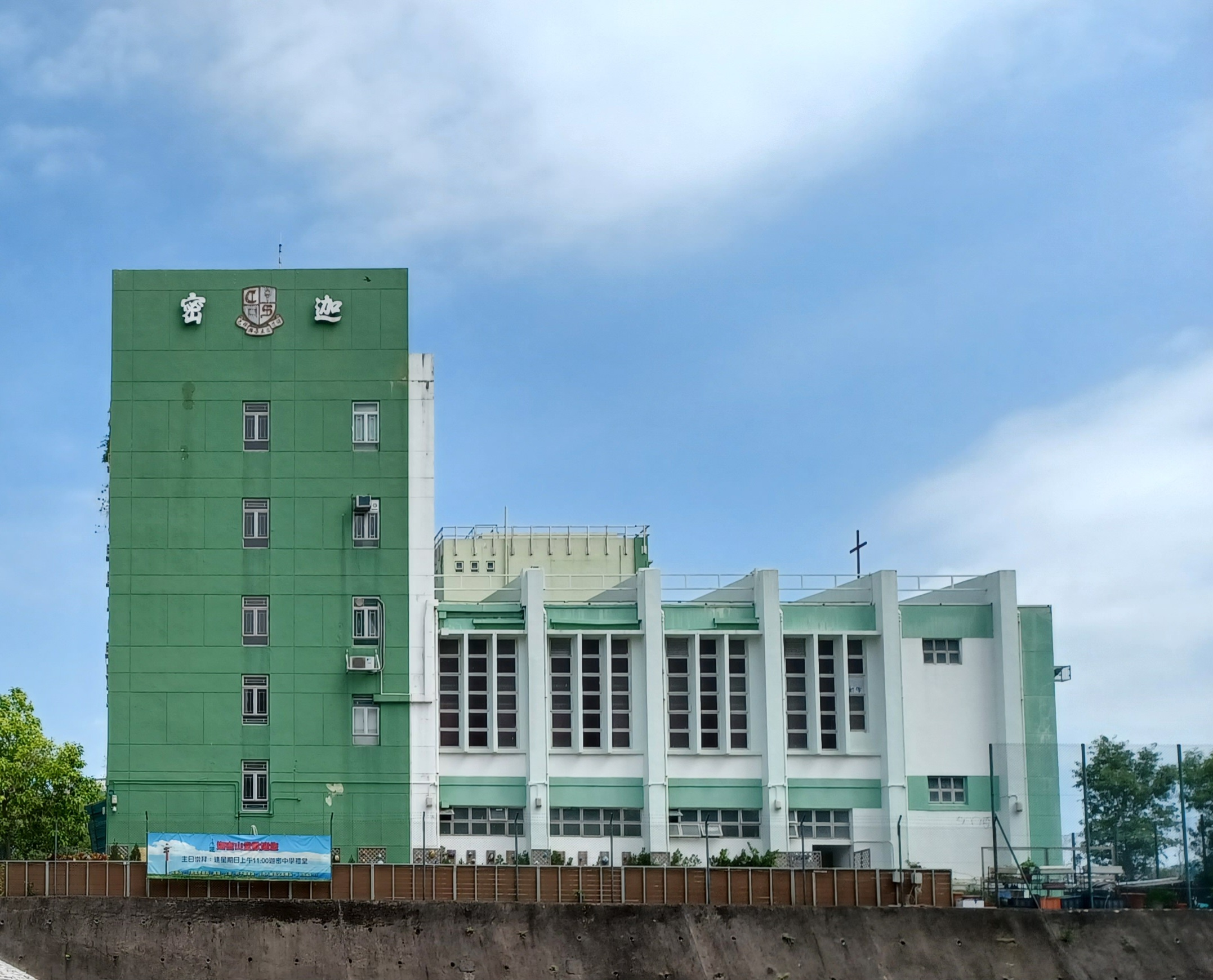
迦密中學

迦密中學（英語：Carmel Secondary School）位於香港何文田忠孝街55號，於1964年由基督教興學會創辦人金新宇牧師創立（當時名叫迦密英文中學），是一所基督教男女英文中學。迦密中學是基督教興學會在香港開辦的第一所學校，而該校亦為基督教興學會總部。

## 歷史
1964年，基督教興學會決定開辦一所以傳福音為重的基督教英文中學，翌年3月借用京士柏生命堂小學為校舍，並於同年7月獲得教育司署批准開辦中一及中二課程，基督教興學會於1969年4月10日根據香港《稅務條例》第88條正式註冊成為非牟利志願團體。
1964年9月於迦密村街校舍正式上課，開辦7班，共有學生307人。同時，此校與尖沙咀生命堂英文小學結為「一條龍學校」，但該小學其後停辦。
1965年開辦中三課程，並獲批准繼續開辦中四、中五課程。
1968年舉行第一屆畢業禮。
1970年獲得政府撥給忠孝街地段作擴校之用，並批准貸款80%興建新校舍。
1975年新校舍落成正式上課。
1979年開始接受政府津貼。
1981年增辦香港大學預科理科班，翌年正式成為一所政府資助中學，增辦港大預科文科班。
1987年，此校曾試行改用中文授課，但因收生水平下跌而於兩年後告終。至此，此校繼續採用英語授課，並維持至今。

## 辦學宗旨
提供德、智、體、群、美及靈的整全教育，建立穩固的學問基礎及健全的人格。

## 歷任校監
- 許賢發 先生，OBE，JP[4]（1964年-2004年，創校校監）[註 1]
- 關繼祖 先生

## 歷任校長
- 張子江先生[註 2]（1964年-1990年）
- 梁李步正女士（1990年-2009年）
- 龔錦添先生（2009年-2015年）
- 伍妙儀女士（2015年-2023年)
- 何玉芬博士（2023年起；由同系迦密愛禮信中學調任)

## 學校設施
學校設施包括：禮堂、露天操場及雨天操場各兩個，設多媒體學習中心、多媒體資訊角、電腦輔助設計與科技學習室、多用途學生活動室、英語室、校園電視台錄影室等。全校有空氣調節及隔音設備。禮堂、所有課室及特別室均裝設電腦、實物投影機及接連互聯網。設校園電視台，全校課室、特別室及有蓋操場可作電視直播及轉播。

## 開設科目
初中科目包括：中國歷史、中國語文、宗教（基督教）、普通話、化學、地理、家政、數學、歷史、物理、生物、經濟、經濟與公共事務、綜合科學、聖經、英國語文、視覺藝術、設計與科技、資訊及通訊科技、音樂、體育、生活與社會。
高中科目包括：中國語文、中國歷史、公民與社會發展、英國語文、數學、歷史、地理、物理、化學、生物、企業會計與財務概論、經濟、資訊及通訊科技、音樂、體育、宗教（基督教）

## 學校師資
在師資方面，迦密中學全校教師總人數為59人，其中90%擁有教育文憑、100%擁有學士資格、33%是碩士、博士或以上學歷、25%具有特殊教育培訓資歷；年資方面，15%老師年資在4年或以下、12%年資5年至9年、73%老師擁有10年或以上年資。

## 語文政策
語文政策上，因材施教，初中學生按英文程度分組參加增潤課，務使學生能愉快及有效地使用英文學習。積極營造英語學習環境，學生於課堂內外均能學習及運用英語。

## 四社
- Intellect House 文社
- Trust House 信社
- Virtue House 行社
- Loyalty House 忠社

## 香港中學文憑考試狀元
迦密中學是於歷屆的香港中學文憑考試曾出產「7科5**狀元」（在甲類科目中至少3個選修科及4個核心科獲得5**成績）的43間學校之一。截至2025年，共產生1位「7科5**狀元」。
2022年：曾志鵬 （8個5**超級狀元，包括數學延伸部分獲5**），於香港中文大學修讀計量金融學及風險管理科學。 

## 著名/傑出校友
演藝及文化界
- 古天樂：香港男藝人（1984年中一至1987年中三）[8]
- 吳文忻：前香港女藝人
- 吳雪雯：前香港女演員
- 沈可欣：香港無綫電視女演員（1992年中五）
- 黃可盈：香港童星
- 張武孝：香港男藝人[9]
- 簡君晉：香港電影導演，執導電影《白日之下》獲得第42屆香港電影金像獎16項提名，最終獲得三項表演獎項。
- 陳小娟：香港電影導演、第38屆香港電影金像獎「新晉導演」獎得主（2003年中五、2005年中七）
- 陳振康：香港作家

學術及專業界別
- 潘志生：哈佛大學及麻省理工學院生物醫療工程教授
- 關繼祖：香港科技大學（廣州）協理副校長、基督教靈實協會董事會主席、香港水務諮詢委員會主席、基督教興學會主席。
- 陳以誠：香港兒科醫生

教育界
- 廖仲乾（Wilson Liu）：英皇教育數學科補習名師
- 鄧良順：香港青年協會業務總監

商界
- 林天然：Home Court App創辦人（獲NBA球星支持的籃球分析手機程式）
- 邵鐵龍：上市公司龍記集團創辦人兼主席、1993年香港青年工業家獎得主（1972年）[註 3]

政治及公共事業界
- 霍萬軍：前香港警務處助理處長（1969年中五）[10]
- 馮英倫：香港發展局前政治助理[11]
- 歐陽文倩：香港房屋局政治助理[12]
- 馬健賢：調理農務蘭花系創始人

其他
- 王國鴻：遊戲「小朋友齊打交」設計者
- 胡詩傲：綽號Win姐，女馬評人

## 事件
2012年7月，一名就讀中三的男學生被發現在其住所高處墮下，並跌在一樓平台，當場自殺身亡。警方在場無檢獲遺書，不排除他因學業問題尋死，惟真正原因仍有待調查。
2018年10月，就讀該校的一名中二女學生從其寓所墮下，跌在簷篷昏迷，經搶救後最終不治。校方事後回應報章查詢時聲稱女童學業平穩，性格開朗，敬師愛友，又發信呼籲家長留意未來數天學生之情緒；唯警方事後調查並通過遺書，得知事主曾因學業問題困擾。

## 外部連結
- 迦密中學官方網頁 （页面存档备份，存于）